# Wiching
Wiching nebo Viching (? – † po roku 900/912?, nejspíše 12. září) byl švábský duchovní, 880–881 a 885–891/892/893 nitranský a 898–899 pasovský biskup, poradce knížete Svatopluka I., jediný známý sufragán arcibiskupa Metoděje. Jako vedoucí latinského kléru Velké Moravy měl s Metodějem časté spory.

## Život a činnost
Wiching byl původně benediktinský mnich ze Švábska. Po forchheimském míru (874) se spřátelil se Svatoplukem I. Z let 874 až 879 je známo, že Wiching spolu s Janem z Benátek (oba vůdcové latinského kléru na Velké Moravě), pomlouvali Metoděje před Svatoplukem a vyprovokovávali početné spory. Wiching se snažil zničit celou staroslověnskou misii i samotného arcibiskupa Metoděje a jeho žáky a dařilo se mu v tomto ohledu zneužívat Svatopluka nevzdělaného a nezkušeného v oblasti teologických nauk.
Koncem roku 879 latinští kněží ve Velkomoravské říši přesvědčili Svatopluka, aby jmenoval Wichinga za (historicky) prvního biskupa Velké Moravy a v roce 880 se Wiching zúčastnil delegace k papeži do Říma. V Římě si ho papež vyzkoušel a vysvětil ho na nitranského biskupa. 
Wiching jako představitel pasovského duchovenstva strojil arcibiskupu Metodějovi a jeho liturgii ve slovanském jazyce všemožné úklady. Neváhal ani dopustit se podvodu, když dorazil na Moravu před Metodějem a na základě falešného údajně papežova listu vystupoval jako jedině pravý moravský biskup a nepravdivě rozhlašoval, že papež přikázal Metoděje i s jeho učením vyhnat ze země. Pravda vyšla najevo, až když Metoděj, možná po zdržení způsobeném odbočkou do Reichenau, dorazil s pravým papežským listem, což po počátečním zklamání na základě Wichingova podvrhu lid přivítal s nadšením. Není jasné, jestli se o něco později pokusil Wiching o obdobný podvod, když zfalšoval papežský dopis proti Metodějovi, nebo jestli se chtěl Metoděj s odstupem pouze ujistit, zda papežův list "Industriae tuae", který Metoděj osobně Svatoplukovi doručil, je jediný. Na Metodějův dotaz do Říma papež 23. března roku 881 popřel, že by podobný list Wichingovi posílal, a vyjádřil Metodějovi plnou podporu a slíbil, že Wichinga zavolá před soud. V roce 881 se Metoděj dozvěděl od papeže, že takový dopis on nikdy nenapsal. 
Zloba a intriky Wichinga neustávaly. V důsledku tohoto Metoděj sesadil Wichinga z biskupského stolce, dokud se nepodřídí autoritě papeže, a pověřil ho misí „na území, která Svatopluk jen nedávno připojil k své říši,“ co mohlo být jedině Vislansko (dnes jižní Polsko). Wiching se opětovně snažil vrátit, ale Metodějovi žáci mu v tom bránili.[zdroj?] Dokud setrvával Svatopluk v přátelském vztahu s Arnulfem, nemanželským synem krále Karlomana, jemuž Karloman dříve přenechal správu Korutan a Panonie (Východní marky), měl Wiching na Svatopluka značný vliv. Situace se změnila až v letech 882 až 885, kdy byl Svatopluk s Arnulfem v nepřátelství.
V roce 885 Wiching krátko před Metodějovou smrtí opustil Vislansko a se Svatoplukovým souhlasem šel do Říma, kde pomlouval Metoděje a na Svatoplukovu žádost požádal o potvrzení své biskupské funkce na Velké Moravě. Když se papež dozvěděl o Metodějově smrti, jmenoval Wichinga (opět) za biskupa nitranského a asi i za „církevního správce“ (ne však arcibiskupa a papežského legáta) Velkomoravské říše. Wiching potom zabránil, aby Gorazd mohl vykonávat nástupnictví po Metodějovi a přesvědčil papeže, aby zakázal slovanské bohoslužby na Velké Moravě a dal vyhnat Metodějovy žáky.
V roce 891 vznikl jeden z dalších konfliktů mezi Svatoplukem a Arnulfem Korutanským. V tomto roce nebo v roce následujícím - zřejmě kvůli tomuto konfliktu - Wiching opustil Nitru a stal se sluhou Arnulfa Korutanského, který ho v roce 892 jmenoval za svého kancléře. Wiching byl i součástí delegace vyslané ke Svatoplukovi, která jednala o míru.
Roku 896 převzal Wiching vedle kancléřství i vedení opatství Mondsee. Od září 898 do roku 899 byl Wiching pasovským biskupem.
Po Arnulfově smrti a pádu Velké Moravy se Wiching stáhl z veřejného života.